# Molissa Fenley
Molissa Fenley (* 1954 in Las Vegas, Nevada) ist eine US-amerikanische Tänzerin und Choreografin.

## Leben
Nach dem Schulbesuch studierte Molissa Fenley Tanz am Mills College in Oakland, ehe sie nach New York City ging, wo sie 1978 ihr Debüt als Choreografin gab.
Obwohl sie Stücke für ihr eigenes Tanzensemble sowie andere Tanzkompanien kreierte, begründete sich ihr Ruf als Choreografin insbesondere auf die körperlich anstrengenden, hochenergetischen Soli wie Eureka (1982), State of Darkness (1988) und Regions (1995).